# Pan Robótka w domu
Pan Robótka w domu (ang. Mister Maker at home, 2020) – brytyjski program dla dzieci realizowany w czasie pandemii COVID-19. Oficjalna premiera odbyła się 15 czerwca 2020 roku w brytyjskiej stacji CBeebies. Program zawitał do Polski 6 października 2021 roku.

## Obsada
- Phil Gallagher - Pan Robótka

oraz
- Warrick Brownlow-Pike
- Andy Day
- Gemma Hunt
- Ben Cajee
- Maddie Moate

i inni

## Opis programu
Pan Robótka w domowym zaciszu prezentuje pomysły na kolorowe prace plastyczne. W każdym odcinku łączy się z jednym ze swoich przyjaciół z anteny kanału CBeebies i zachęca do stworzenia arcydzieł z rozmaitych drobiazgów dostępnych w domu. Program zrealizowany w 2020 roku podczas pandemii COVID-19.

## Wersja polska
Wersja polska: Studio Sonica
Wystąpili:
- Modest Ruciński - Pan Robótka

i inni

## Odcinki
Na chwilę obecną powstały dwie serie programu. Daty premier i tytuły według strony BBC.
| No.     | Tytuł            | Data premiery    |
| ------- | ---------------- | ---------------- |
| Seria 1 |                  |                  |
| 1.      | Dodge            | 15 czerwca 2020  |
| 2.      | Maddie           | 16 czerwca 2020  |
| 3.      | Andy             | 17 czerwca 2020  |
| 4.      | Ben              | 18 czerwca 2020  |
| 5.      | Gem              | 19 czerwca 2020  |
| 6.      | Rebecca          | 22 czerwca 2020  |
| 7.      | Dr Ranj          | 23 czerwca 2020  |
| 8.      | The Shapes       | 24 czerwca 2020  |
| Seria 2 |                  |                  |
| 9.      | Moxy and Andy    | 4 stycznia 2021  |
| 10.     | Jay              | 5 stycznia 2021  |
| 11.     | Thank You Dodge! | 6 stycznia 2021  |
| 12.     | Cat              | 7 stycznia 2021  |
| 13.     | Shaun            | 8 stycznia 2021  |
| 14.     | Jen              | 11 stycznia 2021 |
| 15.     | Chris            | 12 stycznia 2021 |
| 16.     | Evie             | 13 stycznia 2021 |
| 17.     | Hamza            | 14 stycznia 2021 |
| 18.     | Kobi             | 15 stycznia 2021 |